# Tái Đôn
Tái Đôn (tiếng Trung: 載敦; 19 tháng 4 năm 1827 – 23 tháng 12 năm 1890) là một hoàng thân của nhà Thanh trong lịch sử Trung Quốc, người thừa kế 1 trong 12 tước vị Thiết mạo tử vương.

## Cuộc đời
Tái Đôn được sinh ra vào giờ Hợi, ngày 24 tháng 3 (âm lịch) năm Đạo Quang thứ 7 (1827), trong gia tộc Ái Tân Giác La. Ông là con trai thứ hai của Bối tử Dịch Cách, mẹ ông là Đích Phúc tấn Tha Tháp Lạp thị (他塔拉氏). Năm Đạo Quang thứ 24 (1844), tháng 11, ông được thưởng cài Hoa linh. Tháng 12 cùng năm, được ban mũ mão Tam phẩm. Năm Hàm Phong thứ 7 (1857), tháng 12, ông được phong tước Tam đẳng Trấn quốc Tướng quân, nhậm chức Nhị đẳng Thị vệ. Năm thứ 8 (1858), tháng 6, phụ thân ông qua đời, ông được tập tước Ninh Quận vương đời thứ 5, nhưng Ninh vương phủ không phải thừa kế võng thế, nên ông chỉ được phong làm Phụng ân Trấn quốc công, thụ chức Tán trật đại thần. Năm thứ 9 (1859), tháng 2, ông trở thành Tổng tộc trưởng của Chính Hoàng kỳ. Tháng 12 cùng năm, ông nhận mệnh trông coi Thanh Tây lăng.
Năm Đồng Trị thứ 3 (1864), tháng 7, ông trở thành Tộc trưởng của Chính Lam kỳ Cận chi Đệ nhị tộc. Tháng 9 cùng năm, ông được đặc cách thừa kế đại tông, thế tập tước vị Di Thân vương đời thứ 7. Khi đó phụ thân, tổ phụ và tằng tổ phụ của ông đều được truy phong làm Di Thân vương. Năm thứ 11 (1872), ông được ban thưởng mang Tam nhãn Hoa linh. Năm thứ 13 (1874), tháng 12, nhậm chức Nội đại thần (內大臣). Năm Quang Tự thứ 2 (1876), tháng 4, điều làm Đô thống Mông Cổ Tương Hồng kỳ. Tháng 5 cùng năm, quản lý Mông Cổ Tương Hồng kỳ Tân cựu Doanh trại đại thần (紅旗蒙古新舊營房大臣). Cùng năm, ông thay quyền Đô thống Hán Quân Chính Lam kỳ. Năm thứ 3 (1877), tháng giêng, điều làm Đô thống Hán quân Tương Hồng kỳ.
Năm thứ 4 (1878), tháng 2, quản lý sự vụ Tương Hoàng kỳ Giác La học. Tháng 3 cùng năm, thay quyền Đô thống Mông Cổ Tương Hoàng kỳ, nhậm Chuyên thao đại thần (專操大臣). Tháng 9 cùng năm, nhậm Tra thành đại thần (查城大臣). Năm thứ 8 (1882), tháng 4, thay quyền Đô thống Mông Cổ Tương Lam kỳ. Tháng 9 cùng năm, điều làm Đô thống Mãn Châu Chính Hoàng kỳ. Năm thứ 10 (1884), tháng 3, nhậm Duyệt binh đại thần (閱兵大臣). Năm thứ 13 (1887), tháng 2, thay quyền Đô thống Mãn Châu Tương Bạch kỳ. Tháng 3 cùng năm, tạm thời mang ấn Đô thống Mãn Châu Tương Hồng kỳ, quản lý Viên Minh viên Bát kỳ. Tháng 4 thay quyền Chính Hoàng kỳ Lĩnh Thị vệ Nội đại thần. Năm thứ 15 (1889), tháng giêng, thụ Tương Hoàng kỳ Lĩnh Thị vệ Nội đại thần. Năm thứ 16 (1890), nhậm chức Đô thống Mông Cổ Tương Bạch kỳ. Ngày 12 tháng 11 (âm lịch), giờ Mẹo, ông qua đời, thọ 64 tuổi, được truy thụy Di Đoan Thân vương (怡端親王).

## Gia quyến

### Thê thiếp
- Đích Phúc tấn: Tha Tháp Lạp thị (他塔拉氏), con gái của Phúc Lộc (福祿).
- Trắc Phúc tấn: Ngô thị (吳氏), con gái của Hộ quân Cát Khánh (吉慶).
- Thứ thiếp: Lưu thị (劉氏), con gái của Lưu Đại (劉大).

### Con trai
1. Phổ Tĩnh (溥靜; 1849 – 1900), mẹ là Đích Phúc tấn Tha Tháp Lạp thị. Năm 1890 được thế tập tước vị Di Thân vương. Năm 1901 bị đoạt tước. Có hai con trai.
2. Phổ Diệu (溥耀; 1861 – 1900), mẹ là Trắc Phúc tấn Ngô thị. Được phong làm Trấn quốc Tướng quân (鎭國將軍). Có một con trai.